# Podział gubernialny na Ukrainie (1917–1932)
Podział gubernialny na Ukrainie w latach 1917–1932
Podział administracyjny na gubernie został utrzymany na obszarze Ukrainy po rewolucji lutowej i upadku caratu. Obowiązywał podczas wojny domowej w Rosji, a następnie w Ukraińskiej Socjalistycznej Republice Radzieckiej, do czasu zmiany podziału administracyjnego na obwody i rejony, która nastąpiła na terenie USRR 27 lutego 1932, gdy w miejsce guberni utworzono na terenie USRR pięć obwodów.

## GubernieUkraińskiej Republiki Ludowej1917–1920
- Gubernia wołyńska
- Gubernia podolska
- Gubernia katerynosławska
- Gubernia kijowska
- Gubernia kurska (częściowo)
- Gubernia mińska (częściowo)
- Gubernia połtawska
- Gubernia taurydzka
- Gubernia charkowska
- Gubernia chersońska
- Gubernia czernihowska

## Gubernie z maja 1920
1. Gubernia wołyńska

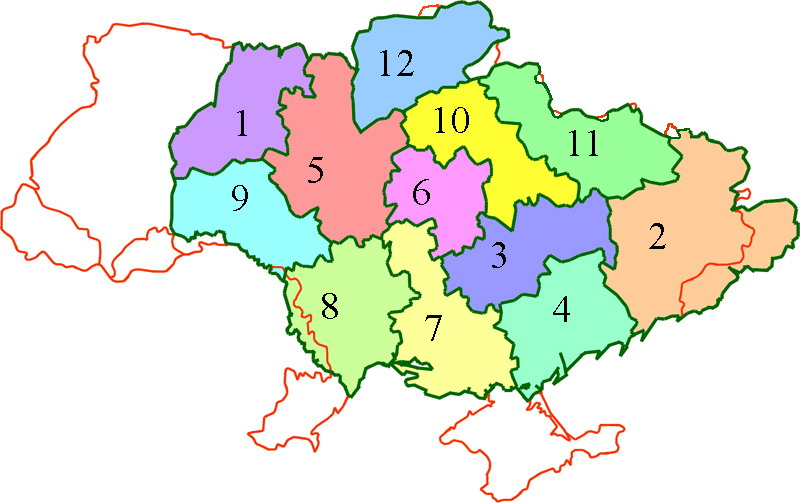

2. Gubernia doniecka (z siedzibą w Bachmucie, utworzona 16 kwietnia 1920 z części guberni katerynosławskiej i charkowskiej oraz Obwodu Wojska Dońskiego)
3. Gubernia katerynosławska
4. Gubernia ołeksandrowska (od 23 marca 1921 gubernia zaporoska z siedzibą w Ołeksandriwsku)
5. Gubernia kijowska
6. Gubernia krzemieńczucka (od 16 maja 1920)
7. Gubernia nikołajewska (odłączona 16 kwietnia 1920 od guberni chersońskiej)
8. Gubernia odeska (odłączona 16 kwietnia 1920 od guberni chersońskiej)
9. Gubernia podolska
10. Gubernia połtawska
11. Gubernia charkowska
12. Gubernia czernihowska

Część guberni wołyńskiej 18 marca 1921 weszła w skład Polski.

Podział gubernialny na Ukrainie w latach 1921–1925

## GubernieUSRRz 25 października 1922
- Gubernia wołyńska
- Gubernia doniecka
- Gubernia zaporoska (w jej skład weszła 21 października 1922 większa część guberni katerynosławskiej)
- Gubernia krzemieńczucka (w jej skład weszła 21 października 1922 mniejsza część guberni katerynosławskiej)
- Gubernia kijowska
- Gubernia mikołajewska (w jej skład 21 października 1922 weszła gubernia odeska)
- Gubernia podolska
- Gubernia charkowska
- Gubernia czernihowska

18 października 1921 z półwyspowej części byłej guberni taurydzkiej utworzono Krymską Autonomiczną Socjalistyczną Republikę Radziecką w składzie Rosyjskiej FSRR.